# Скансен «Козацький хутір»
Туристично-етнографічний комплекс «Козацький хутір» — музей просто неба, що створюється в рамках  Національного історико-культурного заповідника «Чигирин» в  селі Стецівка, яке розташоване за 6 км на південь від Чигирина (Чигиринський район Черкаської області). До складу «Козацького хутора» входить Музей млинарства.
Центральним експонатом скансену є Миколаївська церква кінця XVIII століття, перенесена з села Драбівці Золотоніського району Черкаської області.

## Галерея

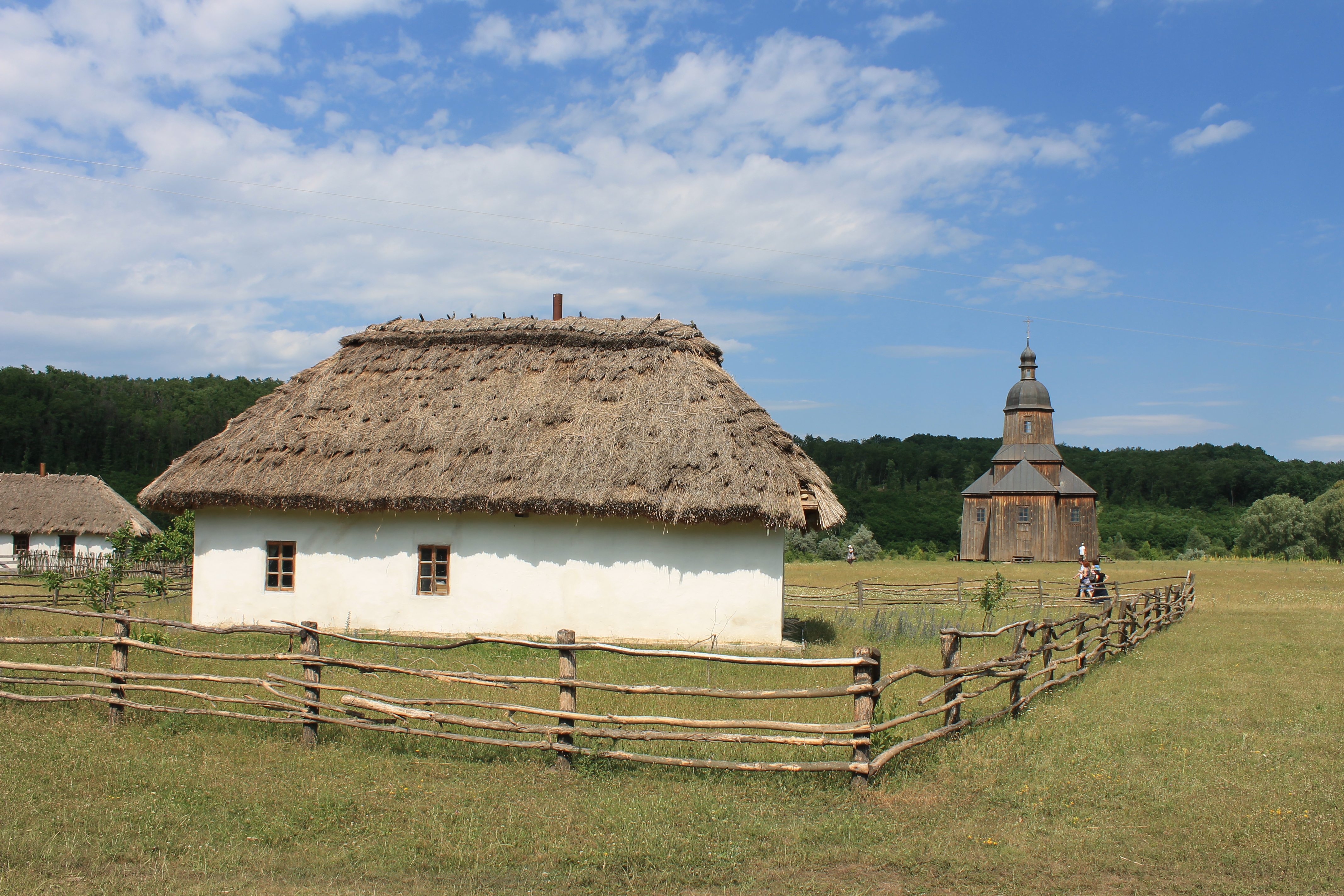
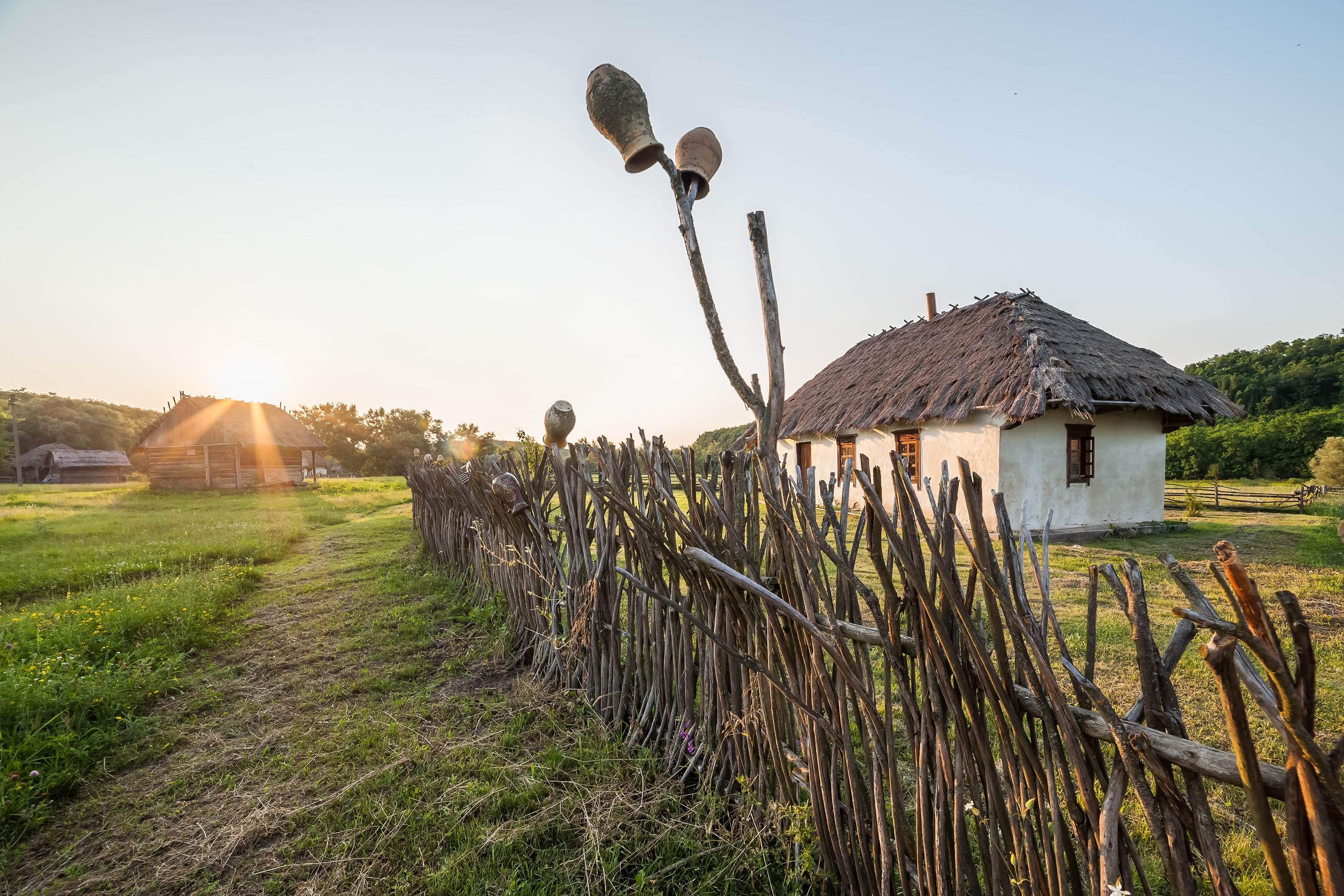
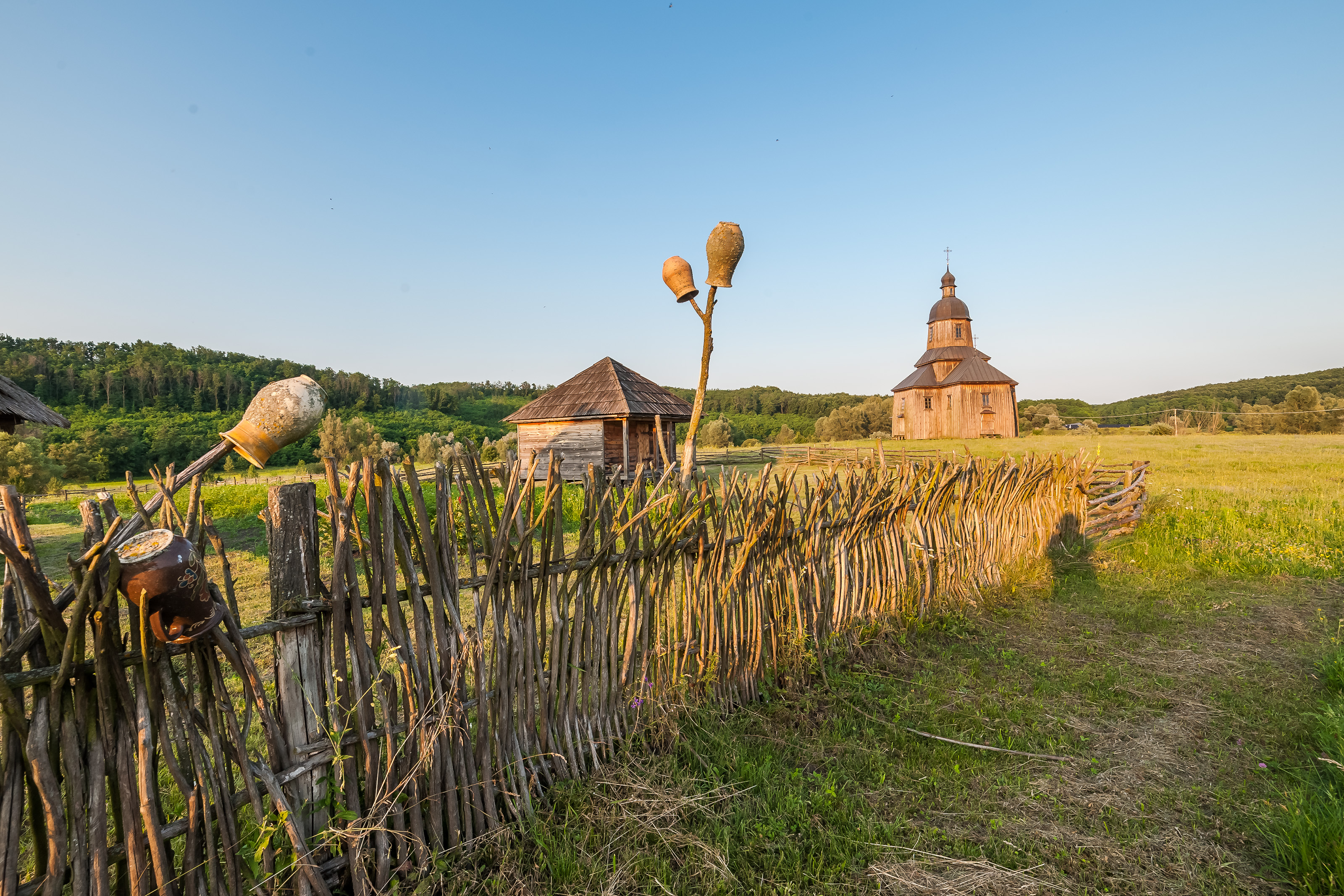
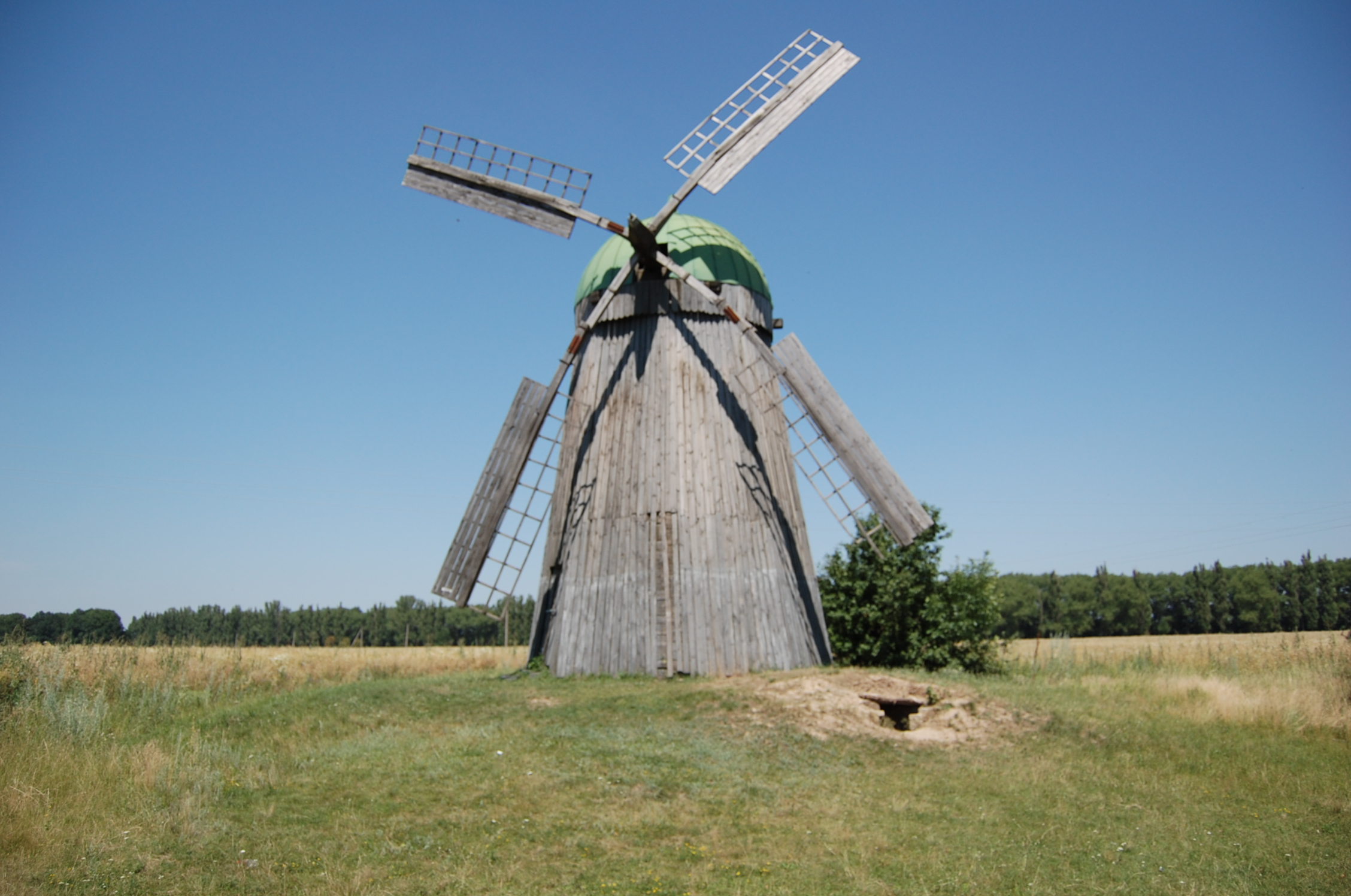